# Julius Aronius
Julius Aronius (geboren am 17. Februar 1861 in Rastenburg; gestorben am 29. Juli 1893 in Berlin) war ein deutscher Historiker und Diplomatiker.
Julius Aronius, Sohn einer jüdischen Familie, besuchte das Gymnasium zum Grauen Kloster in Berlin, an dem er 1878 das Abitur ablegte. Anschließend studierte er für acht Semester Geschichte, Geographie und Philologie an der Universität Berlin, bevor er an die Universität Königsberg wechselte. Dort wurde er 1883 mit der Arbeit Diplomatische Studien über die älteren angelsächsischen Urkunden promoviert. Zu seinen akademischen Lehrern gehörten unter anderem Adolf Bastian, Harry Bresslau, Hans Droysen, Heinrich Kiepert und Karl Wilhelm Nitzsch.
Nach kurzer Tätigkeit als Lehrer am Realgymnasium in Berlin wandte sich Aronius der Erforschung der jüdischen Geschichte zu. Beim Israelitischen Gemeindebund war 1885 die Historische Kommission für die Geschichte der Juden in Deutschland gegründet worden, zu deren Vorsitzendem Harry Bresslau ernannt worden war. Ziel der Kommission war die systematische Sammlung und Erschließung sämtlicher für die jüdische Geschichte Deutschlands vorhandenen Quellen sowie die Auswertung ihrer bisherigen Verwendung in der Geschichtswissenschaft. Julius Aronius übernahm die Bearbeitung der Regesten ab fränkischer Zeit bis zum Jahr 1273, dem Jahr, in dem mit der Königswahl Rudolfs I. das Interregnum im Heiligen Römischen Reich endete.
Nach Lieferung der ersten drei Teile der Regesten in den Jahren 1887–1889 erkrankte Aronius schwer. Albert Dresdner – Freund, Kommilitone und bereits Mitarbeiter an den Regesten – unterstützte den Erkrankten, der zur Genesung in den Süden gereist war, bei der 1890 fertiggestellten vierten Lieferung. 1892 folgte die fünfte Lieferung aus Aronius’ Hand. Während der Arbeiten an den Registern und Nachträgen starb er am 29. Juli 1893.
Das Vorhaben, Nachträge und Berichtigungen zu den Regesten zu erstellen, wurde aufgegeben. Die Erarbeitung des Registers wurde zunächst von Albert Dresdner übernommen, der die Arbeiten allerdings unvollendet einstellen musste. Ludwig Lewinski vollendete das Register, das Gesamtwerk wurde 1902 veröffentlicht, ein Nachdruck erfolgte 1970.
Bereits mit seiner Dissertation hatte Julius Aronius auch in der englischen Geschichtswissenschaft Anerkennung gefunden. Mit den Regesten zur Geschichte der Juden legte er die erste nach historisch-kritischer Methode erarbeitete Quellensammlung des Wissenschaftsgebietes vor. Sie beeinflusste ähnliche Arbeiten anderer Länder und stellt bis heute ein viel zitiertes Standardwerk zur jüdischen Geschichte Deutschlands dar.

## Publikationen (Auswahl)
- Diplomatische Studien über die älteren angelsächsischen Urkunden. Suter, Königsberg 1883 (Digitalisat).
- Regesten zur Geschichte der Juden im fränkischen und deutschen Reiche bis zum Jahre 1273. Bearbeitet unter Mitwirkung von Albert Dresdner und Ludwig Lewinski von Julius Aronius. Simion, Berlin 1902 (Digitalisat).